# Литвиновка (Казахстан)
Литви́новка (каз. Литвинов) — село у складі району імені Габіта Мусрепова Північноказахстанської області Казахстану. Входить до складу Тахтабродського сільського округу.
Населення — 170 осіб (2021; 294 у 2009, 324 у 1999, 413 у 1989).
Національний склад станом на 1989 рік:
- росіяни — 55 %
- німці — 22 %.